# Dieter Auch
Dieter Auch (* 12. April 1941 in Stuttgart) ist ein deutscher Politiker der Sozialdemokratischen Partei Deutschlands (SPD). Er war vom 4. November 1980 bis zum 29. März 1983 für das Land Baden-Württemberg eine Wahlperiode lang Abgeordneter im Deutschen Bundestag.

## Leben
Auch ging von 1947 bis 1955 auf die Volksschule in Bernhausen und machte anschließend bis 1958 eine Lehre als Werkzeugmacher. Danach arbeitete er in der Stanzereitechnik. Er arbeitete als Kontrollleiter und wurde Vorsitzender des Betriebsrates der Firma. Danach war er von 1968 bis 1980 Vorsitzender des DGB in Bernhausen und Filderstadt.

## Politik
Auch trat 1966 in die SPD ein. Im Jahr 1971 wurde er Geschäftsführer der SPD Baden-Württemberg und von 1972 bis 1975 war er Ortsvorsitzender in Esslingen am Neckar. Von 1975 bis 1979 gehörte er dem Stadtrat von Filderstadt an, danach wurde er 1980 zum Kreisvorsitzenden der Arbeitsgemeinschaft für Arbeit gewählt. Bei der Bundestagswahl 1980 wurde er über die Landesliste Baden-Württembergs in den Deutschen Bundestag gewählt, dem er nur für diese Legislaturperiode angehörte. Im Jahr 1983 schied er deshalb aus dem Parlament aus. Während dieser Zeit war er im Ausschuss für Forschung und Technologie tätig.